# Jamača
Jamača je lik iz anime i mange Zmajeva kugla (Dragonball). Prvi put se pojavljuje u petoj epizodi kada se bori sa Gokuom i tada je bio bandit i živeo u pustinji kao prvi neprijatelj koji je po snazi bio ravan Gokuu. Imao je neverovatan strah od devojaka dok nije upoznao Bulmu. Njegov stalni pratilac je mačak Puar. Glas mu u japanskoj vrerziji pozajmljuje Toru Furuja, a u engleskoj prvo Ted Kol, a kasnije Kristofer Sabat, u srpskoj verziji glas mu pozajmljuje Vladan Savić. U japanskoj verziji Zmajeve Kugle je poznat kao Yamucha, a u engleskoj Yamcha. On je jedan od Gokuovih najbližih prijatelja. 

## Poreklo
Jamača se prvi put pojavio u Zmajevoj kugli kao pustinjski bandit; napravio je zasedu Gokuu, Bulmi i Ulongu dok su putovali pustinjom da bi im oteo novac i kapsule. Goku ga je izazvao i borili su se jedan protiv drugog sve dok ga Bulmino prisustvo nije nateralo da se povuče zbog svog straha od žena. Jamača se tokom noći vratio do njihovog kampa i, dok ih je špijunirao, saznao je za Zmajeve kugle i njihovu moć da ispune želju, i onda je odlučio da ukrade njihove Zmajeve kugle i poželi želju da prevaziđe svoj strah. On i Puar su provalili u kombi grupe da bi ukrali kugle, ali su bili nasamareni kada se ispostavilo da su obline ispod pokrivača za koje je Jamača mislio da su Zmajeve kugle zaptavo bila uspavana i gola Bulma, što ga je nateraralo da ode uz veliku ošamućenost. Ponovo je napao sledećeg dana, uništivši kombi sa pancerfaustom, ali ga je Goku opet izazvao na dvoboj i povukao se kada mu je Goku povredio ponos izbijajući mu jedan zub.
Shvatajući da verovatno ne može pobediti Gokua u borbi, Jamača je umesto toga odlučio da dozvoli grupi da skupi svih 7 kugli i da ih onda ukrade od njih. Opet je došao do grupe, ovaj put izvinjavajući se zbog svog ponašanja i dajući im kola da se iskupi zbog uništavanja njihovog kombija; kola su imala uređaj za praćenje na sebi.
Dok je grupa bila na putu, Jamača je sreo misterioznu devojku; ona ga je zamenila za čudovište i napala ga je, nateravši ga da uzvrati i obori je. Kasnije, kada je prisluškivao Gokuov razgovor sa Gu Maom, shvatio da je da je ta devojka Či-Či, kćerka Gu Maoa. Ne želeći da se suoči sa besom ljutog Gu Maoa, Jamača je pohitao do mesta sukoba i izvinio se Či-Či, kazavši da je to uradio jer je lud za njom. Brzo se sakrio kada je video da dolazi Goku i imao je sreću da vidi kako Či-Či vuče Gokuov rep, otkrivši time Gokuovu slabu tačku. Jamača se vratio do zamka Gu Maoa i sakrio se dok se Goku vraćao sa Či-Či i Muten Rošijem, legendarnim učiteljem borilačkih veština koji je trenirao i Gu Maa i Gokuovog dedu Gohana. Roši ga je uplašio kada je pokazao Kamehamehu, energetski talas koji je Roši koristio sa namerom da ugasi veliku vatru u zamku, ali je umesto toga uništio zamak i celu planinu na kojoj se nalazio. Postao je ljubomoran kada je Goku izabran da bude Rošijev sledbenik.
Jamača je nastavio da prati grupu u udaljeno selo nakon što su oni pronašli šestu Zmajevu kuglu; ovde je morao da interveniše i pomogne Gokuu nakon što je Bulma pretvorena u šargarepu od strane Gospodara šargarepi. Jamača je naredio Puaru da se pretvori u pticu i spase Bulmu dok se on pobrine za dvojicu pristalica Gospodara šargarepi; Jamača se brzo sklonio nakon ovoga, puštajući Gokua da se pobrine za bandu.

## Napadi
(Vučja pesnica)
Jamačin najprepoznatljiviji napad tokom prvog dela Zmajeve Kugle. Kada ga izvede, prividno uzima oblik vuka. Posle treninga sa Mutenom Rošijem, napravio je unapređenu vreziju ovog napada koje se zove Nova Vučija Pesnica. Ponavljanje reči fū (vetar) znači da je to veoma jak vetar - Uragan, što je i najverovatnije značenje ove reči ako se tome doda da se Jamačina muzička tema u Dragonballu zove "Wolf Huricane" (Vučji uragan).
Kamehame Talas
Korisnik kamehame Talasa ispaljuje plavi talas energije na protivnika. Jamača može da izvede osnovni oblik ovog moćnog napada, kao i neke varijacije.
Sokidan (Energetska lopta)
Jamača prvo postavi jednu ruku ispred sebe i držeći jednom rukom zglob druge, skuplja energiju dok ne formira loptu. Kada ga ispali može da ga kontroliše sa velikom preciznošću, što je i glavna vrlina ovog napada.
Zanzoken
Jamača se kreće veoma brzo na kratkim distancama, tako brzo da ga je nemoguće videti. Takođe se još i zove After-Image technique (u Engleskoj sinhronizaciji) i u video igrama u Velikoj Britaniji. 
Bukujutsu
Mogućnost Jamače da leti. Koristeći svoj ki Jamača može da leti neverovatno velikim brzinama.

## Dragon Ball

### Son Goku
Jamača je tokom ovog perioda treninrao sam ili sa Puarom u pustinji. Tada je razvio njegovu tehniku Vučja pesnica. U tom periodu je koristio i oružja koja su se sastojala od katane i Panzer Fausta. Kasnije tokom serijala on prestaje da koristi oružja i prelazi na energetske napade.

### Red Ribbon Army
Tokom ove sage Jamača nije napravio nikakav značajniji progres u tehnikama, ali je značajno ojačao posle treninga u šumama i pustinji.

### 22nd Tenkaichi Budoukai
Tokom ove sage je primetno da Jamača hvata priključak sa Gokuom i ovo je pri put da je on prikazao sposobnost da izovodi Kamehame talas. Ovo je naučio bez pomoći Kornjačinog Vrača (Muten Rošija), mada je već započeo trening kod njega.

### Piccolo-Daimaou
Pre i tokom ove sage Jamačin trening kod Rošija se zahuktava i on može da izvodi mnogo jače varijante Kamehame talasa. Snaga mu se vidno povećala, kao i brzina. Na kraju ove sage Jamača odlazi na trening kod Karina gde još više ojačava.

### 23rd Tenkaichi Budoukai
Tokom treninga pre ove sage Jamača je izumeo svoj najprepoznatljiviji napad Sokidan (Energetsku loptu). Trening sa Karinom mu je poboljšao borbenu inteligenciju i dosta se pamtnije bori nego na početku Zmajeve Kugle (I Kornjačin Vrač ima udela u ovome).

## Dragonball Z

### Saiyan
Jamača odlazi da trenira sa Božanstvom (Kamijem) i tamo prima trening u Sobi Duha i Vremena (Room of Spirit and Time) gde se bori sa Sajoncima iz prošlosti. Posle ovog treninga Jamačina snaga i brzina se povećavaju oko deset puta. Ovom prilikom Jamača je naučio kako da leti.

### Freeza
Kada ga je ubio Saibamen Jamača odlazi zajedno sa Tenshinhanom, Piccolom i Chaozom na planetu Kralja Kaija. Tu uči najnaprednije borilačke Kai veštine. Njegova kontrola ki-ja se drastično povećava, kao i brzina i snaga.

### Android i Cell
Kada je saznao za dolazak androida Jamača je odlučio da se sprema za njih u koorporaciji Kapsula, pored Vegete. On je ipak odlučio da trenira sam i ovom prilikom povečava snagu i brzinu i poboljšava kontrolu ki-ja. Kada je Cell objavio Cell Igre (Cell Games) Jamača kraći period trenira kod Kornjačinog vrača sa Krillinom. Posle ove sage Jamača odlučuje da prestane da se bori, ali nastavlja sa treningom.

### Buu
Tokom Buu sage Jamača se u početku ne bori ali nakon što ga Buu ubije on odlazi na planetu Velikog Kai-ja kod Kralja Kai-ja i tamo trenira sa najjačim ratnicima u univrezumu i sve ih pobeđuje bez ikakvih problema. Jedan od ratnika sa kojim se borio je Olibu koje je po snazi jednak sa Pikkonom koji se posle Cell sage borio u finalu jednako sa Gokuom na turniru na Drugom Svetu.

### Filmovi i specijali
- Curse of the Blood Rubies
- Sleeping Princess in Devil's Castle
- Mystical Adventure
- The Path to Power
- The Tree of Might
- Bojack Unbound
- The History of Trunks

### Video igre
- Dragon Ball Z: Budokai
- Dragon Ball Z: Budokai 2
- Dragon Ball Z: Budokai 3
- Dragon Ball Z: Raging Blast
- Dragon Ball Z: Raging Blast 2
- Dragon Ball Z: Taiketsu
- Dragon Ball: Advanced Adventure
- Dragon Ball Z: Sagas
- Dragon Ball Z: Budokai Tenkaichi
- Dragonball Z: The Legend
- Legend of the Super Saiyan
- The Mystery of Shenlong
- DB 3: The Story of Goku
- DBZ: Attack of the Saiya-jin
- DBZ: Battle Against Freeza
- DBZ III: Battle Against the Androids
- DBZ: Goku Hishouden
- Super Gokuden 1
- Super Gokuden 2
- Dragon Ball Z Budokai Tenkaichi 2
- Dragon ball Z Budokai Tenkaichi 3
- Dragon ball Z Sagas
- DBZ: Devolution